# Jürgen Groh
Jürgen Groh (Heppenheim, 17 luglio 1956) è un ex calciatore tedesco, di ruolo difensore.

## Carriera
Con la Nazionale tedesca prese parte ai Giochi Olimpici del 1984.
Con l'Amburgo vinse la Coppa dei Campioni nel 1983 e la Bundesliga nel 1981-1982 e nel 1982-1983.

## Palmarès

### Club

#### Competizioni nazionali
- Campionato tedesco: 2

Amburgo: 1981-1982, 1982-1983

#### Competizioni internazionali
- Coppa dei Campioni: 1

Amburgo: 1982-1983